# Església de San Andrés (Cantalejo)
L'església de San Andrés és una església catòlica dedicada a sant Andreu, i que es troba a la localitat segoviana de Cantalejo (Espanya). Va ser declarada bé d'interès cultural, amb la categoria de monument, el 28 de desembre de 1995. Va ser construïda el segle xvii. És una obra de grans proporcions, i presenta planta basilical, amb tres naus amb una capçalera plana i una torre als seus peus. Compta amb unes interessants voltes de creueria i un portal barroc.